# Marko Meerits
Marko Meerits (Tallinn, 26 april 1992) is een Estische voetballer die als doelman speelt.
Meerits begon bij FCF Kesklinn voor hij in 2006 in de jeugdopleiding van FC Flora Tallinn. Hij debuteerde in 2008 bij satellietclub FC Warrior Valga terwijl hij ook nog voor het jeugdelftal van Flora Tallinn uitkwam. In 2009 ging hij voor Flora Tallinn II spelen dat in de Esiliiga uitkomt. Vanaf 2010 speelde hij voor het eerste elftal waarmee hij dat jaar kampioen werd in de Meistriliiga.
Na in diverse Estische jeugdselecties gespeeld te hebben, debuteerde Meerits op 18 december 2010 in het Estisch voetbalelftal. De ploeg speelde toen een vriendschappelijke interland in en tegen China. Andere debutanten namens Estland in die wedstrijden waren Markus Jürgenson en Rauno Alliku.
In juli 2011 werd hij door Vitesse voor drie seizoenen gecontracteerd. Op zondag 7 augustus 2011 maakte Meerits zijn debuut voor Vitesse; in de uitwedstrijd tegen ADO Den Haag viel hij in de 21ste minuut in voor de geblesseerde Eloy Room.
Eind februari 2013 wordt Meerits voor vijf maanden verhuurd aan zijn oude club FC Flora Tallinn. Bij aanvang van het seizoen 2013/'14 keert hij weer terug bij Vitesse. Daar liep zijn contract medio 2014 af. In mei 2014 was hij op proef bij FC Emmen. Daar tekende hij in juli 2014 een 2-jarig contract. Op 1 september 2017 keerde hij terug naar Estland bij Rakvere JK Tarvas, op dat moment hekkensluiter. De ploeg werd laatste en degradeerde anderhalve maand later. Vanaf januari 2017 speelt Meerits in Finland voor VPS. In 2019 speelde hij voor JK Trans Narva en in 2020 komt hij uit voor Nõmme Kalju FC.

## Statistieken
| Seizoen         | Club                      | Competitie      | Competitie | Competitie | Beker | Beker | Continentaal | Continentaal | Overig | Overig | Totaal | Totaal |
| Seizoen         | Club                      | Competitie      | Wed.       | Dlp.       | Wed.  | Dlp.  | Wed.         | Dlp.         | Wed.   | Dlp.   | Wed.   | Dlp.   |
| --------------- | ------------------------- | --------------- | ---------- | ---------- | ----- | ----- | ------------ | ------------ | ------ | ------ | ------ | ------ |
| 2008            | FC Warrior Valga          | Esiliiga        | 3          | 0          | 0     | 0     | 0            | 0            | 0      | 0      | 3      | 0      |
| 2009            | FC Flora Tallinn II       | Esiliiga        | 29         | 0          | 0     | 0     | 0            | 0            | 0      | 0      | 29     | 0      |
| 2010            | FC Flora Tallinn          | Meistriliiga    | 10         | 0          | 2     | 0     | 1            | 0            | 1      | 0      | 14     | 0      |
| 2010            | FC Flora Tallinn II       | Esiliiga        | 15         | 0          | 0     | 0     | 0            | 0            | 0      | 0      | 15     | 0      |
| 2011            | FC Flora Tallinn          | Esiliiga        | 13         | 0          | 0     | 0     | 0            | 0            | 1      | 0      | 14     | 0      |
| 2011/12         | Vitesse                   | Eredivisie      | 4          | 0          | 0     | 0     | 0            | 0            | 0      | 0      | 4      | 0      |
| 2013            | → FC Flora Tallinn (huur) | Esiliiga        | 14         | 0          | 2     | 0     | 2            | 0            | 0      | 0      | 18     | 0      |
| 2013/14         | Vitesse                   | Eredivisie      | 0          | 0          | 0     | 0     | 0            | 0            | 0      | 0      | 0      | 0      |
| 2014/15         | FC Emmen                  | Eerste divisie  | 36         | 0          | 2     | 0     | 0            | 0            | 2      | 0      | 38     | 0      |
| 2015/16         | FC Emmen                  | Eerste divisie  | 0          | 0          | 0     | 0     | 0            | 0            | 0      | 0      | 0      | 0      |
| 2016            | Rakvere JK Tarvas         | Meistriliiga    | 10         | 0          | 1     | 1     | 0            | 0            | 0      | 0      | 11     | 1      |
| 2017            | VPS                       | Veikkausliiga   | 31         | 0          | 5     | 0     | 0            | 0            | 0      | 0      | 36     | 0      |
| 2018            | VPS                       | Veikkausliiga   | 13         | 0          | 6     | 0     | 4            | 0            | 0      | 0      | 23     | 0      |
| 2019            | JK Trans Narva            | Meistriliiga    | 30         | 0          | 3     | 0     | 0            | 0            | 0      | 0      | 33     | 0      |
| 2020            | Nomme Kalju FC            | Meistriliiga    | 28         | 0          | 3     | 0     | 2            | 0            | 0      | 0      | 33     | 0      |
| 2021            | Nomme Kalju FC            | Meistriliiga    | 12         | 0          | 2     | 0     | 1            | 0            | 0      | 0      | 15     | 0      |
| Carrière totaal | Carrière totaal           | Carrière totaal | 248        | 0          | 26    | 1     | 10           | 0            | 4      | 0      | 286    | 1      |

## Interlands
| Datum      | Tegenstander | Uitslag |
| ---------- | ------------ | ------- |
| 18-12-2010 | China        | 3-0     |
| 20-06-2012 | Chili        | 4-0     |
| 27-12-2014 | Qatar        | 3-0     |
| 29-05-2016 | Litouwen     | 2-0     |